# Jacques Cresta
Jacques Cresta (Alger, 16 de febrer del 1955 - Perpinyà, 12 d'octubre del 2022) és un polític nord-català, diputat a l'Assemblea Nacional francesa i al Consell Regional del Llenguadoc-Rosselló.

## Biografia
FIll d'un treballador de banc, el juliol del 1962 la seva família abandonà Algèria (1962, independència d'Algèria) per Lió, primer, i Compiègne, després, on visqué durant dos anys. El 1965, els Cresta s'establiren a Perpinyà, on cresqué el jove Jacques. Després de passar pel Lycée Arago, on conegué la seva futura esposa Josy (en l'actualitat consellera municipal a Cabestany), es llicencià en economia i gestió empresarial a la universitat de Perpinyà. Treballà a la Caixa de Subsidis Familiars ("Caisse d'allocations familiales") i el 1980 començà a militar a la federació catalana del Partit Socialista Francès. Ha afirmat que la seva opció política nasqué del seu avi, víctima de la descolonització algeriana, que 
| «          | Un taiseux, ancien petit patron, devenu ouvrier dans une grande usine de chaussures | » |
| — J.Cresta |                                                                                     |   |

Entrà com a conseller (regidor) al govern municipal de Cabestany, i exercí el càrrec en dos períodes, 2003-2008 i 2010-2012; en dimití per incompatibilitat quan va ser elegit diputat. A partir del 2004 va ser membre del Consell Regional del Llenguadoc-Rosselló i, després de presentar-se infructuosament a les eleccions al Consell General dels Pirineus Orientals 2008, el 2012 va ser elegit diputat a les eleccions legislatives franceses per la primera circumscripció dels Pirineus Orientals. A l'Assemblea s'integrà a les comissions d'Afers estrangers (2012-2014), d'Afers culturals i educació (2014-), a la d'Afers europeus (2012-) i a la comissió especial per al projecte de llei de simplificació de la vida de les empreses. Es presentà a les eleccions per l'alcaldia de Perpinyà del 2014, però només aconseguí l'11,87 dels vots; en segona volta cedí els seus suports a Jean-Marc Pujol de la dretana UMP, en lluita contra l'encara més dretana candidatura del Front Nacional. A l'octubre del 2014 va fer costat a una proposta parlamentària de la diputada socialista per la Vendée Sylviane Bulteau a fi de lluitar contra el frau fiscal, especialment en el sector immobiliari.
Políticament, havia estat molt vinculat a Christian Bourquin, que el trià per presidir la federació socialista nord-catalana (primer secretari des del 2002) i, juntament amb Georges Frêche, l'encaminà a la conquesta del Consell Regional del Llenguadoc-Rosselló -sense èxit-. Sembla que, posteriorment, l'abstenció de Cresta a votar contra la llei de fusió de les regions (23.7.2014) el separà d'un Bourquin oposat al projecte, i que moriria al final del mes següent. Hom li ha retret alguna pràctica d'abús de poder, sense més conseqüències legals.